# هنري جي. بوكر
هنري جي. بوكر (بالإنجليزية: Henry G. Booker)‏ هو فيزيائي وعالم أمريكي، ولد في 10 ديسمبر 1910 في Barking, London ‏ في المملكة المتحدة، وتوفي في 1 نوفمبر 1988 في لاهويا في الولايات المتحدة.